# Franz Six
Franz Alfred Six (Mannheim, 12 agosto 1909 – Bolzano, 9 luglio 1975) è stato un generale tedesco, studioso di storia e scienze politiche, che divenne un membro fanatico del Partito nazista.

## Biografia

### Gli studi
Completati gli studi superiori nel 1930, s'iscrisse all'Università di Heidelberg, facoltà di scienze politiche. Laureatosi nel 1934 in filosofia, riceveva l'abilitazione al dottorato nel 1936 ed iniziava l'insegnamento all'Università di Königsberg divenendo direttore di Stampa dell'associazione studentesca. Nel 1939 ebbe la cattedra di scienze politiche estere all'Università di Berlino, e fu il primo preside della facoltà.

### Il nazismo
Nel 1930 s'iscrisse al NSDAP e nel 1932 al SA; nel 1935 entrava nello SD (Sicherheitsdienst - sicurezza e intelligence delle SS), promosso poi a comandante dell'Amt VII del RSHA, il Reichssicherheitshauptamt.
Diventava quindi il responsabile dello stoccaggio e dell'immagazzinamento delle varie collezioni prese negli archivi e nelle biblioteche confiscate in quasi tutta l'Europa.
Nel settembre 1940, mentre si stava preparando l'invasione della Gran Bretagna (Operazione Seelöwe), Six ebbe particolari attribuzioni nell'ambito dei servizi di sicurezza, in modo che, ad invasione avvenuta, con la carica di capo della polizia nazista, provvedesse alla deportazione in Germania degli inglesi abili al lavoro. Inoltre suo compito sarebbe stato quello di eliminare ogni possibile resistenza britannica; a tal scopo furono preparati piani per la creazione e l'impiego di alcuni Einsatzgruppen che avrebbero dovuto operare numerosi arresti appena sbarcati sull'isola. Proprio Six fu incaricato di crearli con comando a Londra, Manchester, Birmingham, Bristol e Liverpool.
Il rinvio sine die dell'operazione permise a Six di dedicarsi alla Russia; vennero così istituiti quattro Einsatzgruppen, gruppi operativi con il compito di prendere ostaggi, appropriarsi di beni personali ed altro, così da fiaccare la resistenza del nemico. Il 20 giugno 1941 Six fu assegnato al Vorkommando di Mosca, Einsatzgruppe B, che si rese colpevole dell'uccisione di 144 persone.  Il 9 novembre fu promosso da Himmler SS-Oberführer per l'"eccezionale servizio reso".
Il 31 gennaio 1945 fu promosso Brigadeführer.

### Fine della guerra
Six fu processato come criminale di guerra durante il Processo agli Einsatzgruppen del 1948. Condannato a 20 anni di carcere, la pena fu poi commutata a 10 anni, ma venne rilasciato nel 1952.
Nel 1961 testimoniò, rimanendo in Germania per timore di venire arrestato, al processo contro Eichmann da parte dello stato d'Israele; qualche anno dopo venne di nuovo indagato, dalla magistratura di Berlino, per implicazione nello sterminio  degli ebrei ma il processo a suo carico  venne definitivamente sospeso nel 1968.
Lavorò come pubblicitario alla filiale di Mannesmann della Porsche-Diesel Motorenbau e quando questa chiuse i battenti trovò impiego a Essen come consulente indipendente. Poco prima di morire si ritirò  in provincia di Bolzano, dove l'architetto nazista Hermann Giesler gli aveva costruito una casa.
Da sottolineare il fatto che Six fu anche autore di articoli anti-semiti e contro la massoneria, di libri sulla politica britannica in Palestina.

## Opere pubblicate in lingua italiana
- Il trapasso dal sistema degli stati europei al sistema degli stati mondiali, Mondadori, 1944